# Kiełczyn (województwo wielkopolskie)
Kiełczyn – wieś w Polsce położona w województwie wielkopolskim, w powiecie śremskim, w gminie Książ Wielkopolski.
W latach 1975–1998 miejscowość administracyjnie należała do województwa poznańskiego.
Wieś położona 1 km na zachód od Książa Wielkopolskiego przy drodze wojewódzkiej nr 436.